# Klockor på Stockholms central
| Centralens gamla klocka som ursprungligen fanns på centralplan, därefter i centralhallen och sedan i Tomteboda (vänster). År 2013 återuppsattets den på Centralplan (höger). |  | Centralens gamla klocka som ursprungligen fanns på centralplan, därefter i centralhallen och sedan i Tomteboda (vänster). År 2013 återuppsattets den på Centralplan (höger). |
| Centralens gamla klocka som ursprungligen fanns på centralplan, därefter i centralhallen och sedan i Tomteboda (vänster). År 2013 återuppsattets den på Centralplan (höger). |  | |

Klockor på Stockholms central har funnits sedan 1871 då stationsbyggnaden uppfördes. Först år 1878 fick hela Sverige en enhetlig tid över hela landet som hade tvingats fram genom järnvägen. Centralens äldre stationsur hade levererats av Linderoths urfabrik och F.W. Tornberg urfabrik & urhandel, av dessa finns inga kvar. Dagens moderna klockor på Centralen styrs centralt och kommer huvudsakligen från Westerstrands urfabrik.

## Bakgrund
Med järnvägarnas ankomst fick Sverige en enhetlig tid över hela landet. Innan dess fanns lokaltid med stora avvikelser. Det gjorde det nästan omöjlig att skriva en enhetlig tidtabell och ännu svårare att begripa den. En enhetlig tid infördes redan på 1850-talet då Göteborgstid valdes att gälla för alla statsbanor. Då utrustades också stationerna med klockor med dubbla minutvisare. Den ena visade järnvägstid och den andra lokal tid. År 1878 fick hela Sverige en enhetlig tid som bestämdes till att vara tolv minuter senare än lokal medelsoltid vid Stockholms gamla observatorium.

## Centralens historiska ur

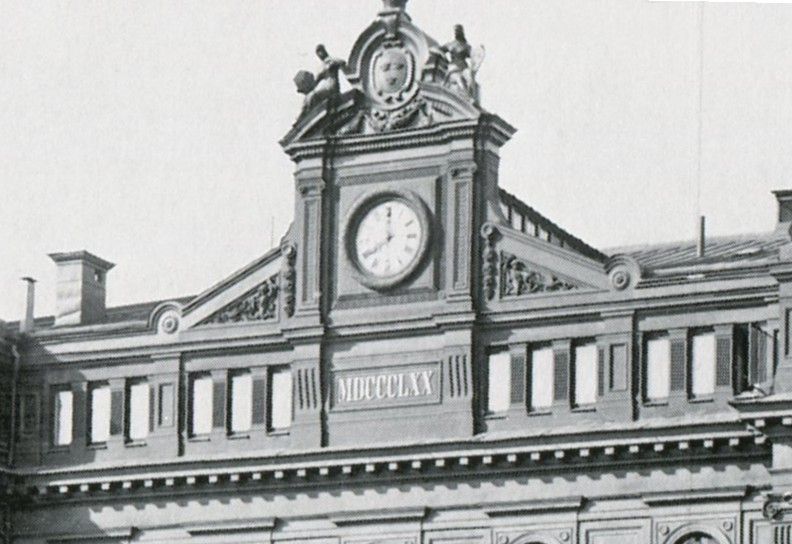
Linderoths byggnadsur mot Vasagatan, 1890.

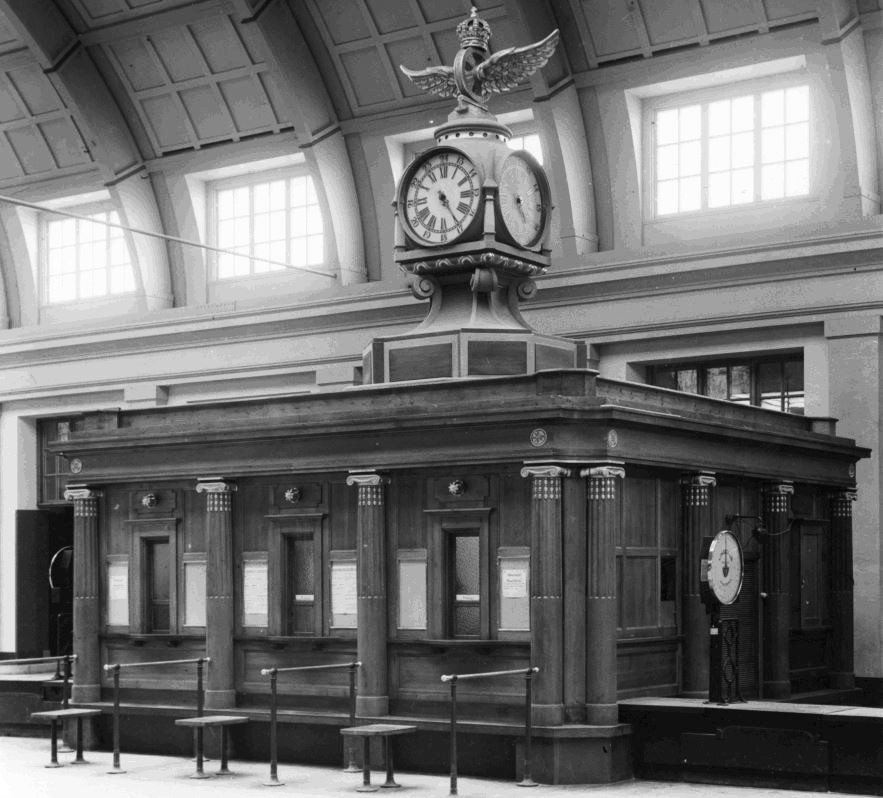
"Gamla klockan" på resgodskiosken, 1929.

År 1860 beställde Statens Järnvägar (SJ) det första stationsuret tillverkat av Linderoths urfabrik i Stockholm. Det blev början av en lång och framgångsrik tillverkning av stationsur för SJ. Praktiskt taget samtliga järnvägsstationer utrustades med klockor från Linderoth, så även Stockholms centralstation.
Två äldre ur finns dock kvar på Stockholms central. Det ena pryder entréhallen och är ritat av arkitekt Folke Zettervall i samband med den stora om- och tillbyggnaden på 1920-talet. Det andra återfinns i den ursprungliga vänthallen som idag inrymmer en hamburgerrestaurang och är numera ur funktion.
Med tiden kom även andra tillverkare att leverera stationsur till Stockholms central. Bland dem märks F.W. Tornberg urfabrik & urhandel vars klocka från 1910-talet (idag kallad "Gamla klockan") ursprungligen prydde taket på den tillbyggda biljetthallen mot Vasagatan. Denna tillbyggnad från tidigt 1900-tal revs 1925 och klockan togs ner. Vid ombyggnad av Centralstationen 1925–1927 sattes klockan upp på resgodskiosken i Centralhallen. I samband med ombyggnaden av Centralens vänthall på 1950-talet togs klockan bort och uppsattes i Järnvägsmuseets gamla lok- och vagnhall vid Tomteboda. År 1983 skänktes den av SJ till Postverket, som återmonterade den utanför Tomteboda postterminal i Solna kommun. I oktober 2013 återinvigdes klockan i renoverat skick på Centralplan. Den klockan som fram till 1952 stod utanför Centralen är inte identisk med den som finns där idag. Det är bara kolonnen som återanvändes.

## Dagens ur
På Stockholms centralstation finns en lång rad olika modernare och äldre så kallade sekundärur. De flesta modernare är tillverkade av Westerstrands i Töreboda. Men även andra fabrikat finns fast de i så fall oftast har köpts in via Westerstrands. Samtliga har analog visning och de styrs i sin tur, beroende på typ av sekundärur, av ett av två system.
Det hittills förhärskande sättet är att sekundäruren styrs via 1/2-minutspulser som sänds ut från ett lokalt placerat huvudur som i sin tur synkroniseras mot antingen GPS-systemets tidsignal eller mot RDS-tidsignal. Mer ovanligt numera är att DCF-77-signalen från atomuret i Frankfurt används vid Trafikverkets anläggningar för att synkronisera huvuduren. Om denna typ av klockor har sekundvisning så styrs denna av en klocka inbyggd i själva sekundäruret konstruerad så att sekundvisaren går ett varv aningen snabbare än på en minut och stannar då helminutläget uppnåtts. När helminut-puls ges från huvuduret så startar sekundvisaren igen och blir på så sätt synkroniserad med huvuduret. Detta kan för dessa klockor innebära att vid felfunktion så visar tim- o minutvisaren korrekt tid, medan sekundvisaren står helt stilla.
I nuläget håller Trafikverket på att byta ut många av sekundäruren till klockor som via datornätverk styrs av en centralt placerad NTP-server. Så det är i dagsläget (2015-05-01) svårt att exakt säga vilket system som styr vilken klocka. NTP-klockornas sekundvisare är synkroniserade mot minutsignalen på ungefär samma sätt som för 1/2-minut-sekundäruren. Den största skillnaden torde vara att om sekundvisaren står stilla på en NTP-klocka gör sannolikt övriga visare detsamma. Samtliga NTP-klockor är dock av utförandet med LED-lampor som belyser urtavlan från periferin, precis som är fallet med Centralens Centralklocka.
Centralens viktigaste ur återfinns mitt på Centralhallens västra vägg över utgången till spår 10. Det har en diameter på 90 centimeter. Urtavlan är belyst dels av en ring med LED-lampor, dels bakifrån. Detta ur passeras dagligen av över 200 000  resenärer och hör därmed till Sveriges mest betraktade klocka.

## Bilder, Centralens stationsklockor (urval)

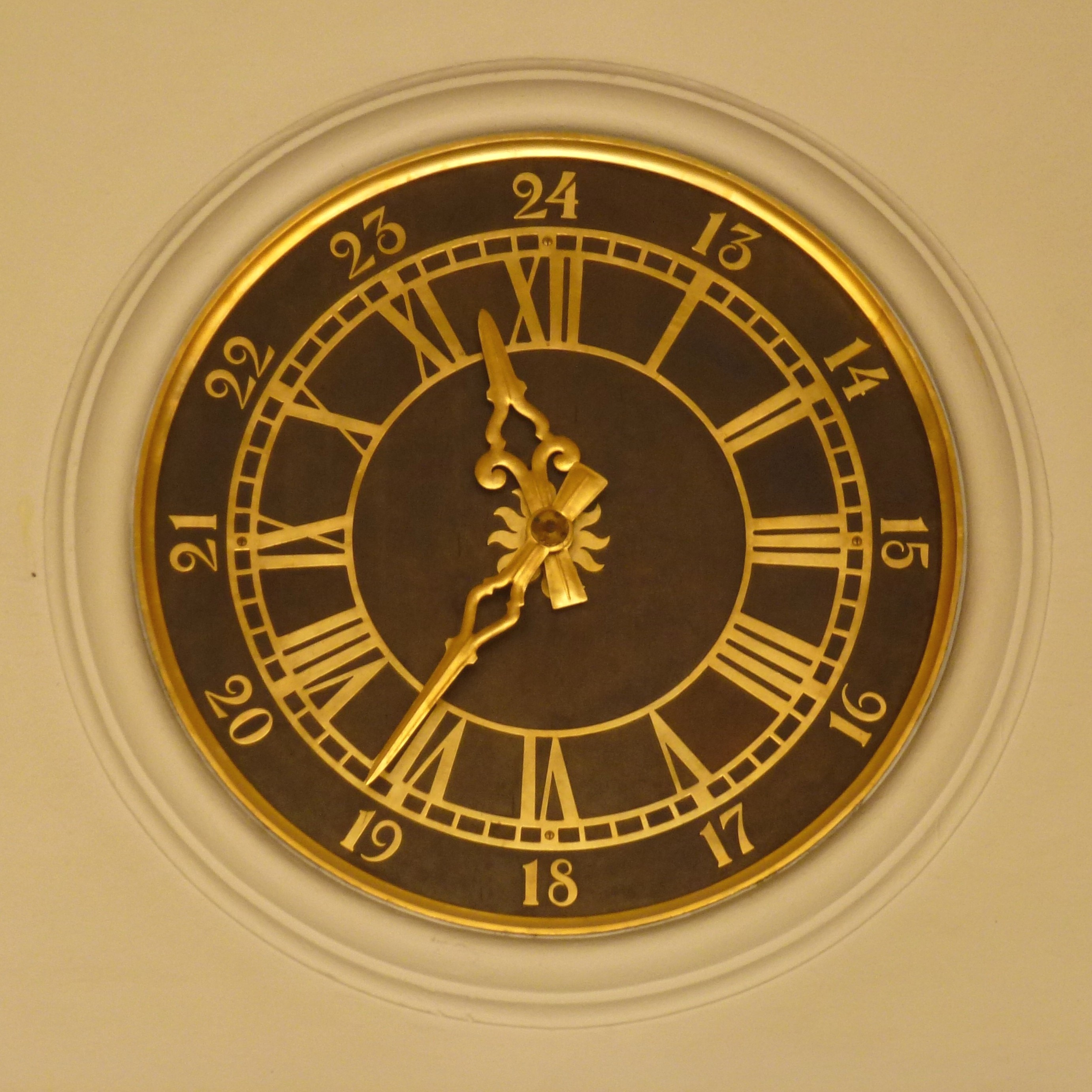
Äldre ur från 1927 i entréhallen
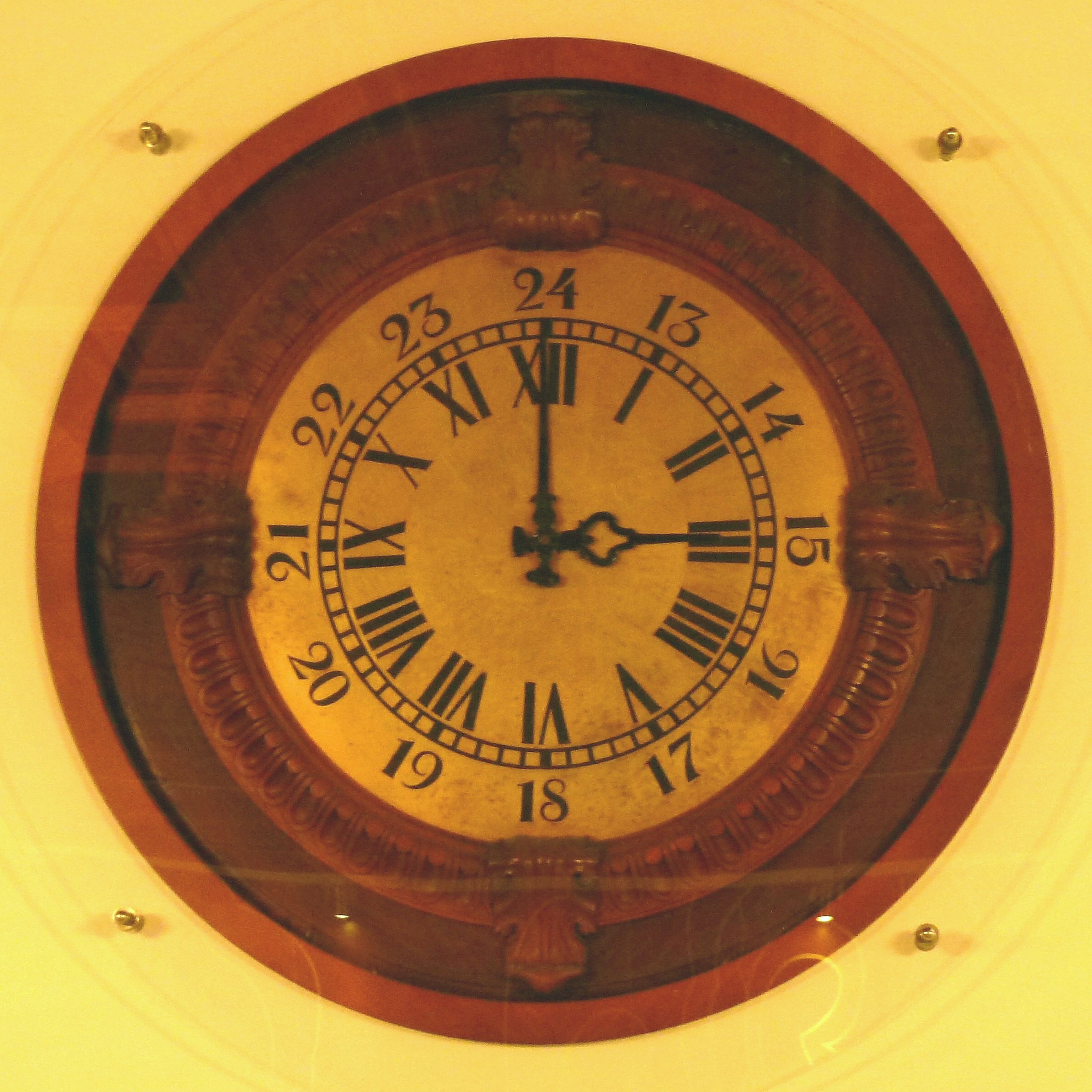
Äldre ur i f.d. vänthallen
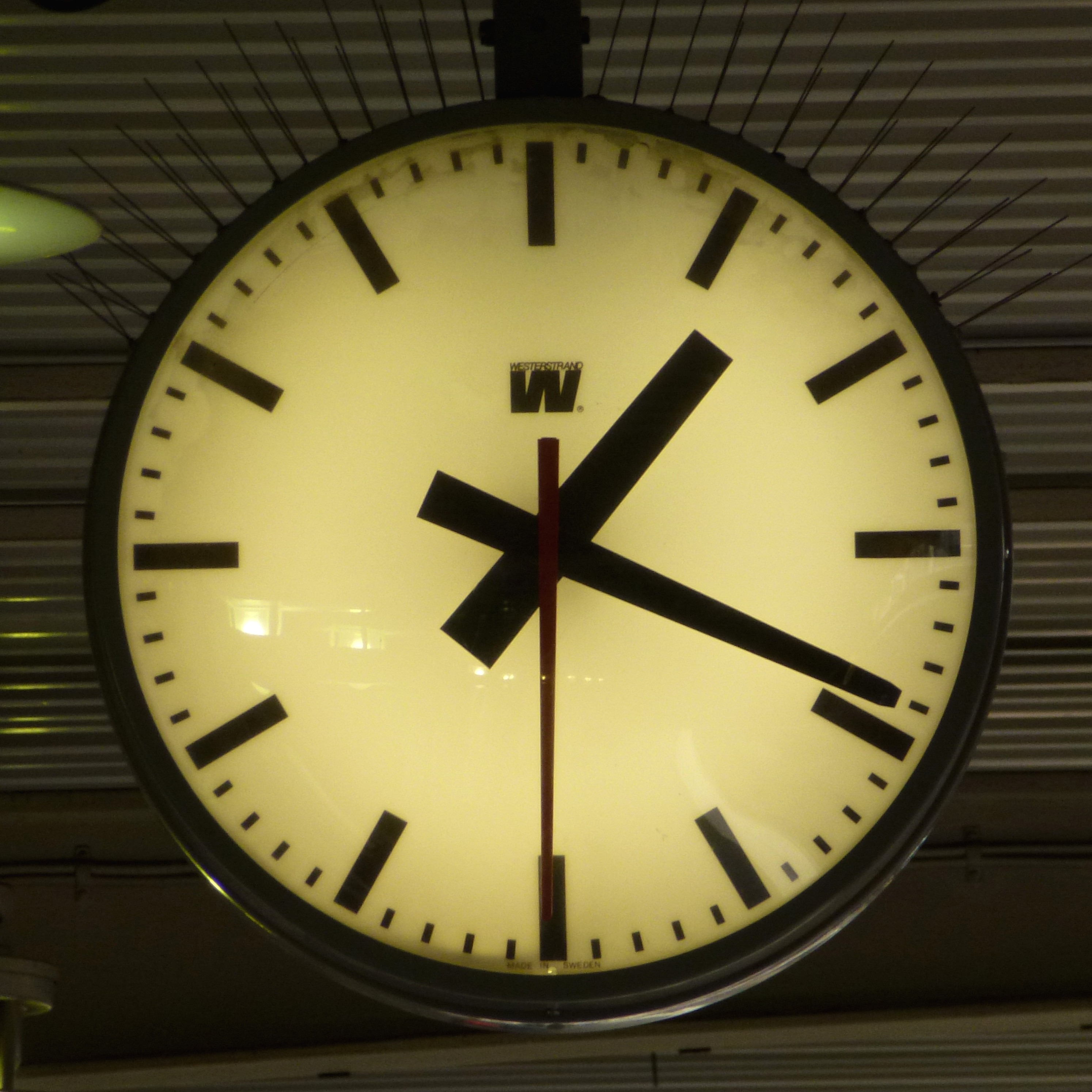
Modernare ur på perrongen. Westerstrands fabrikat. Många av dessa byts i nuläget ut mot NTP-klockor.
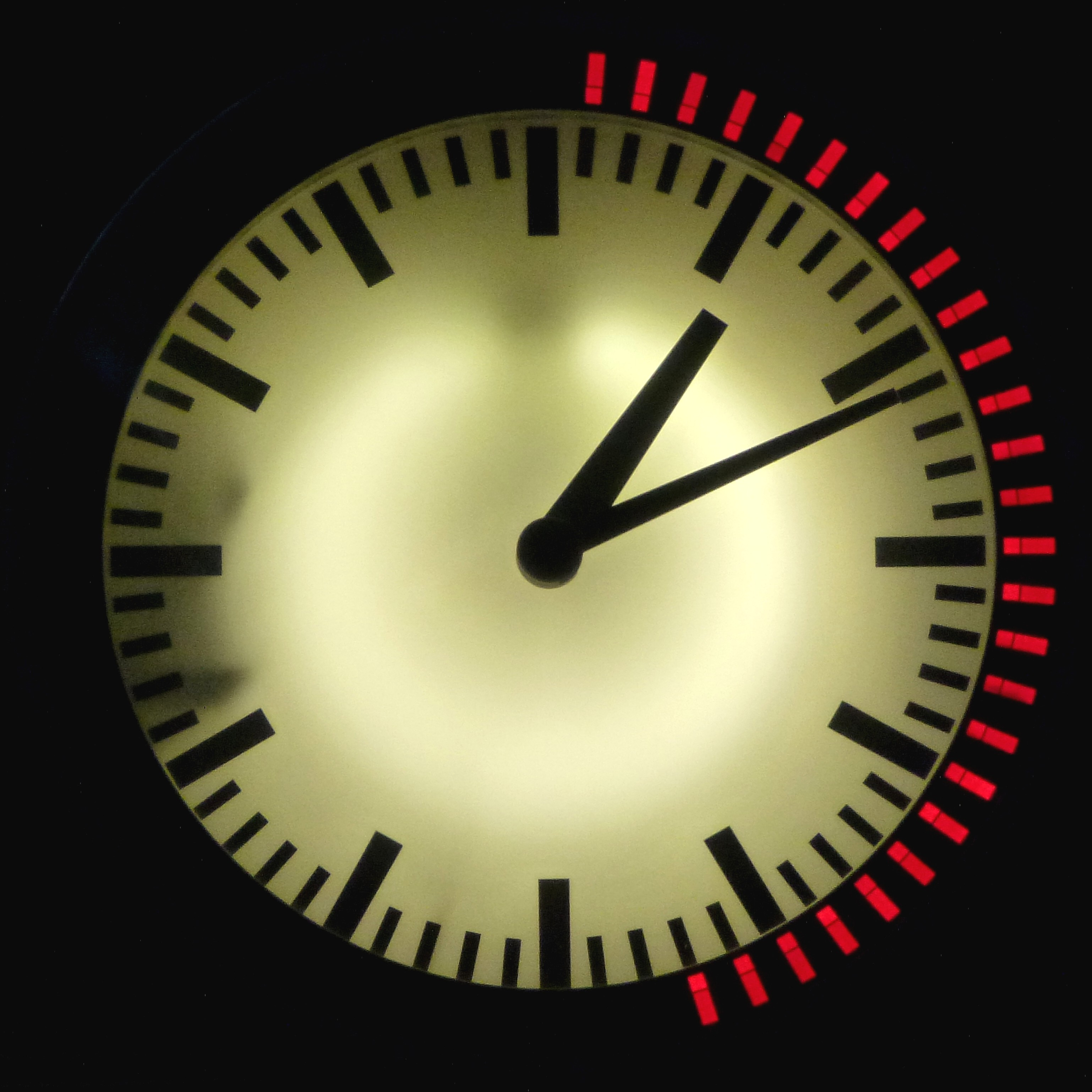
Mindre sekundärur i Centralhallen. Fabrikat Inducta (typ Station-clock 650). En liknande variant finns som tillverkats av Westerstrands.
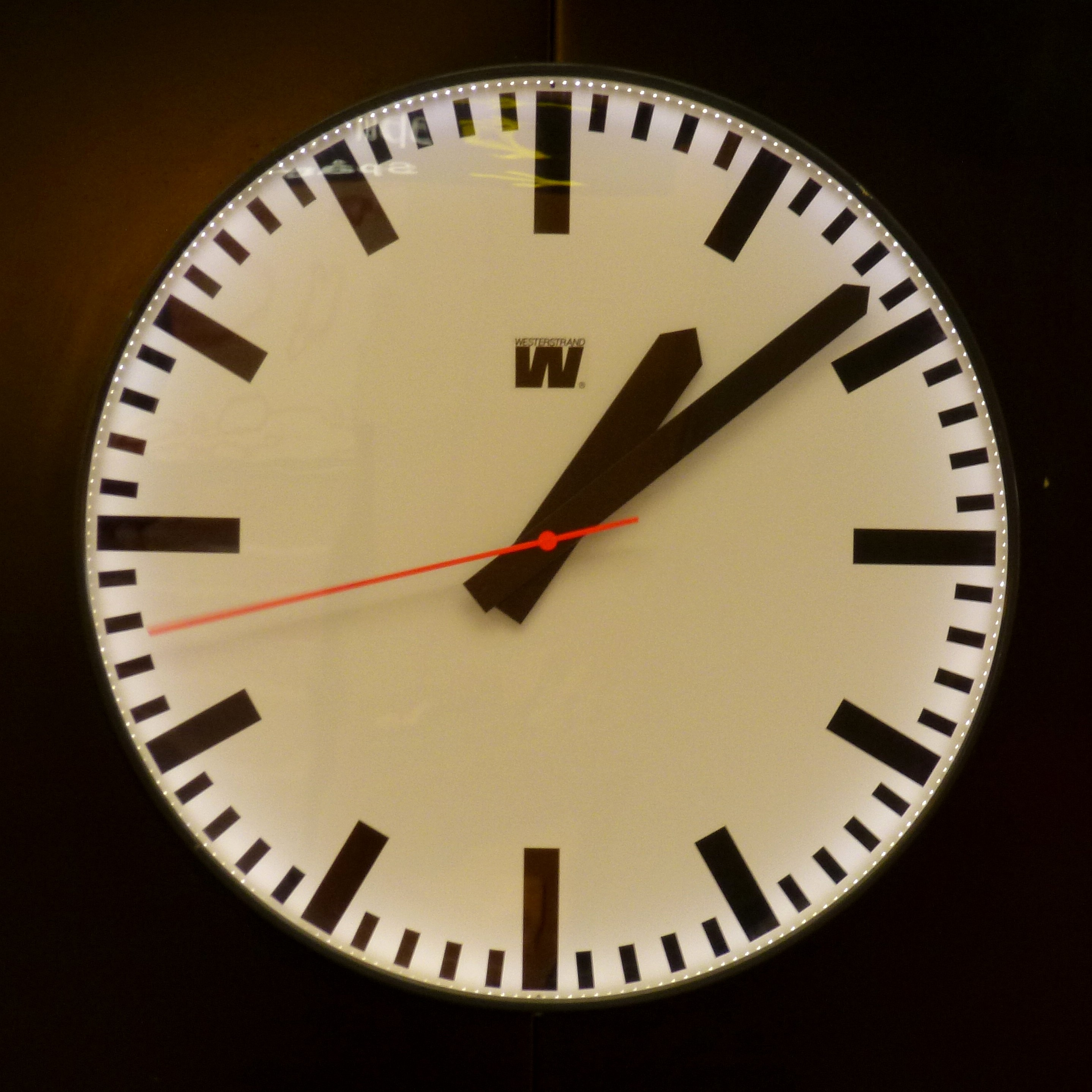
Centralens Centralklocka i Centralhallen. Westerstrands fabrikat.

## Relaterat
- Tornbergs klocka
- Centralens gamla klocka